# Самолевич-Овчарек, Данута
Дану́та Самолевич-Овчарек (пол. Danuta Samolewicz-Owczarek, урождённая Самолевич (пол. Samolewicz); 19 декабря 1929 — 2 февраля 2006) — польская шахматистка, призёр чемпионата Польши по шахматам среди женщин (1962, 1965, 1966).

## Шахматная карьера
В 1960-е годы Данута Самолевич-Овчарек была одной из ведущих шахматисток Польши. В 1954 году она дебютировала в финале чемпионата Польши по шахматам среди женщин в Гданьске. С 1954 по 1967 год она десять раз участвовала в финальных турнирах чемпионата Польши по шахматам среди женщин и выиграла три бронзовые медали: в 1962 (Грудзёндз), 1965 (Лодзь) и в 1966 году (Кошалин). В 1967 году она заняла 4-е место на международном женском шахматном турнире в Пётркув-Трыбунальском.
Данута Самолевич-Овчарек выступала за Польшу на шахматной олимпиаде среди женщин в 1966 году в Оберхаузенe на первой запасной доске в (+4, =0, −4).